# غلام مصطفی بشیر
غلام مصطفی بشیر (انگلیسی: Ghulam Mustafa Bashir؛ زادهٔ ۴ ژوئیهٔ ۱۹۸۷) تیرانداز اهل پاکستان است. وی در بازی‌های المپیک تابستانی ۱۹۸۴ شرکت کرده‌است.